# Odontophrynus salvatori
Espèce
Statut de conservation UICN

 DD  : Données insuffisantes
Odontophrynus salvatori est une espèce d'amphibiens de la famille des Odontophrynidae.

## Répartition
Cette espèce est endémique du Brésil. Elle se rencontre au-dessus de 900 m d'altitude, :
- dans le parc national de la Chapada dos Veadeiros dans l'État de Goiás ;
- dans le parc d'État de la Serra dos Pirineus dans la municipalité de Pirenópolis, dans l'État de Goiás ;
- dans le District fédéral.

## Étymologie
Cette espèce est nommée en l'honneur de Salvador Monteiro.

## Publication originale
- Caramaschi, 1996 : Nova especie de Odontophrynus Reinhardt & Lutken, 1862 do Brasil Central (Amphibia, Anura, Leptodactylidae). Boletim do Museu Nacional, Nova Série, Zoologia, vol. 367, p. 1-7